# José Luis Calderón
José Luis Calderón (La Plata, Provincia de Buenos Aires, 24 de octubre de 1970) es un exfutbolista y actual entrenador argentino que se desempeñaba como delantero. Actualmente es asistente técnico de Argentinos Juniors de la Primera División Argentina.

## Trayectoria
Comenzó a jugar profesionalmente en Defensores de Cambaceres, donde debutó y ganó el campeonato de Primera C en 1991.
Transferido a Estudiantes al año siguiente, obtuvo el ascenso a Primera División en 1995 al ganar el torneo de la Primera B Nacional, siendo el máximo artillero del equipo. Esto despertó el interés de Independiente de Avellaneda, que lo fichó en 1996. Allí obtuvo el subcampeonato en el Torneo Apertura 1996 y el cuarto puesto en el Torneo Clausura 1997, saliendo segundo en la tabla de goleadores del torneo junto a Enzo Francescoli.

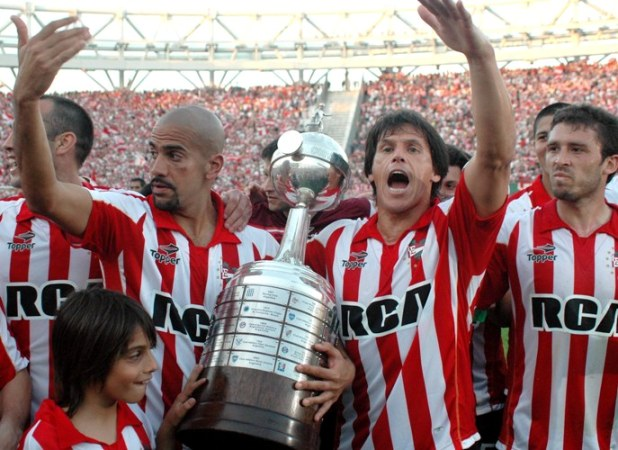

Sus buenas actuaciones allí llamaron la atención del Nápoli, que compró su pase. Pero no pudo consolidar su paso por el fútbol europeo y retornó a Independiente, consagrándose goleador del Torneo Clausura 1999 con 17 goles y convirtiendo un hat trick contra el campeón Boca Juniors. Luego emigró a México, donde jugó para el América y el Atlas, retornando por segunda vez a Independiente en 2003.
En 2004 se incorporó a Arsenal de Sarandí, en lo que fue su primera etapa en esa institución, donde disputó la Copa Sudamericana de ese año. Luego volvió a Estudiantes de La Plata, a mediados de 2005.
Fichó nuevamente para Estudiantes y se coronó campeón, ya en Primera División y nuevamente con el conjunto platense, del Apertura 2006, torneo en el que marcó 6 goles, tres de ellos en el clásico ante Gimnasia y Esgrima en el que Estudiantes logró un histórico triunfo por 7-0, el 15 de octubre de ese año.

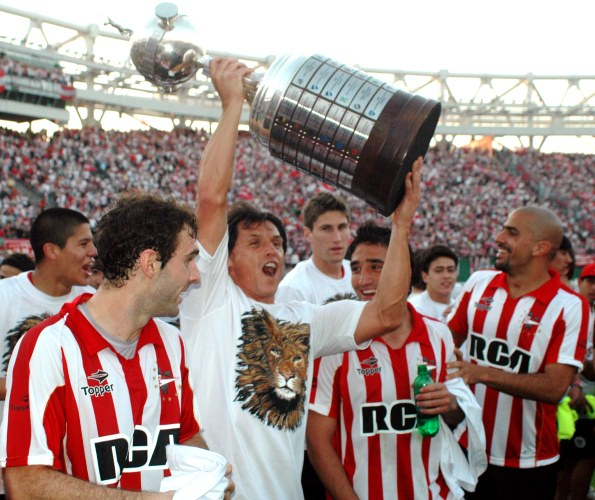
Calderón, con la Libertadores 2009.

Está en el selecto grupo de goleadores del fútbol argentino que superaron los 100 tantos, marca que alcanzó contra River Plate, el 25 de septiembre de 2005, jugando para Estudiantes en un partido que finalizó 1-0. Se consagró máximo artillero del campeonato de Primera División de Argentina en dos oportunidades, en 1995 y 1999; y de la Copa Libertadores 2006.
En 2007 regresó a Arsenal, donde es el máximo goleador en Primera División y con el que conquistó la Copa Sudamericana 2007, el primer torneo oficial del club en su historia.
Tras su segundo retorno a Estudiantes, antes del inicio del Torneo Apertura 2008 y con 37 años, confirmó que se retiraría de la actividad profesional en ese club cuando finalizara su contrato en diciembre de 2009, tras lograr su segundo título oficial con el club de La Plata: la Copa Libertadores de América. Sin embargo, pese a anticipar su retiro definitivo del fútbol en noviembre, previo a la participación de su equipo en la Copa Mundial de Clubes, en enero de 2010 fue contratado por Argentinos Juniors para continuar en actividad y participar del Torneo Clausura de ese año.
Comenzó a culminar su carrera en mayo de 2010, tras obtener su segundo título oficial en Primera División y quebrar una racha de 25 años sin logros a nivel nacional de Argentinos Juniors. Tras ello, retornó luego de 18 años a Defensores de Cambaceres y se retiró el 7 de agosto de 2010, jugando un único partido oficial, en un encuentro válido por la Primera C, frente a Defensores Unidos, convirtiendo un gol de penal a los 33 minutos del primer tiempo.
En noviembre de 2011 dio inicio a su carrera de director técnico, como entrenador de Gimnasia y Esgrima de Jujuy, club que milita en la segunda categoría del fútbol argentino, hasta marzo de 2012. En 2014 asumió como ayudante de campo en el cuerpo técnico de Rubén Capria, en Atlanta.

## Selección nacional
Fue internacional con la Selección Argentina en 1997, jugando 5 encuentros y sin marcar goles. Convocado por Daniel Passarella para la Copa América de ese año, apenas disputó algunos partidos debido a divergencias con el entrenador. Algo similar le ocurrió en la Copa América 1999, ya con Marcelo Bielsa al mando del equipo, quien tras convocarlo no lo utilizó en ningún cotejo de dicho torneo.

## Clubes

### Como jugador
| Equipo                   | País      | Año       |
| ------------------------ | --------- | --------- |
| Defensores de Cambaceres | Argentina | 1989-1992 |
| Estudiantes de La Plata  | Argentina | 1992-1995 |
| Independiente            | Argentina | 1996-1997 |
| Napoli                   | Italia    | 1997      |
| Independiente            | Argentina | 1998-1999 |
| América                  | México    | 2000      |
| Atlas                    | México    | 2001-2003 |
| Independiente            | Argentina | 2003      |
| Arsenal                  | Argentina | 2004-2005 |
| Estudiantes de La Plata  | Argentina | 2005-2007 |
| Arsenal                  | Argentina | 2007-2008 |
| Estudiantes de La Plata  | Argentina | 2008-2009 |
| Argentinos Juniors       | Argentina | 2009-2010 |
| Defensores de Cambaceres | Argentina | 2010      |

### Como formador
| Equipo             | País      | Año  | Categoría  |
| ------------------ | --------- | ---- | ---------- |
| Argentinos Juniors | Argentina | 2019 | Reserva    |
| Argentinos Juniors | Argentina | 2020 | Inferiores |
| Argentinos Juniors | Argentina | 2024 | Reserva    |

### Como ayudante de campo
| Equipo             | País      | Año       | Entrenador   |
| ------------------ | --------- | --------- | ------------ |
| Atlanta            | Argentina | 2014      | Rubén Capria |
| Argentinos Juniors | Argentina | 2024-act. | Nicolás Diez |

### Como entrenador
| Equipo                      | País      | Año       |
| --------------------------- | --------- | --------- |
| Gimnasia y Esgrima de Jujuy | Argentina | 2011-2012 |

## Palmarés

### Campeonatos nacionales
| Título            | Equipo             | País      | Año     |
| ----------------- | ------------------ | --------- | ------- |
| Primera C         | Cambaceres         | Argentina | 1990-91 |
| Torneo Nacional B | Estudiantes        | Argentina | 1994-95 |
| Primera División  | Estudiantes        | Argentina | A-2006  |
| Primera División  | Argentinos Juniors | Argentina | C-2010  |

### Copas internacionales
| Título            | Equipo      | Sede           | Año  |
| ----------------- | ----------- | -------------- | ---- |
| Copa Sudamericana | Arsenal     | Avellaneda     | 2007 |
| Copa Libertadores | Estudiantes | Belo Horizonte | 2009 |

### Distinciones individuales
| Distinción                                        | Año    |
| ------------------------------------------------- | ------ |
| Máximo goleador de la Primera B (20 goles)        | 1992   |
| Máximo goleador del Primera División (13 goles)   | A-1995 |
| Máximo goleador del Primera División (17 goles)   | C-1999 |
| Máximo goleador de la Copa Libertadores (5 goles) | 2006   |